# سالم بن أبي حفصة
سالم بن أبي حفصة ( - 137 هـ) هو كوفي من رواة الأحاديث عند الشيعة،  محدث ضعيف الرتبة عند علماء أهل السنة والجماعة، وهو أخو إبراهيم بن أبي حفصة. كان يميل إلى التشيع، ويصرح بلعن بني أمية، يقول محمد بن سعد البغدادي: «وكان سالم يتشيّع تشيّعًا شديدًا، فلمّا كانت دولة بني هاشم حجّ داود بن عليّ تلك السنة بالناس، وهي سنة اثنتين وثلاثين ومائة، وحجّ سالم بن أبي حفصة تلك السنة، فدخل مكّة وهو يلبّي يقول: لبّيك لبّيك مُهْلك بني أُميّة لبّيك. وكان رجلًا مِجْهَرًا فسمعه داود بن عليّ فقال: من هذا؟ قالوا: سالم بن أبي حفصة. وأخبروه بأمره ورأيه.».

## روايته للحديث النبوي
- روى عن: إبراهيم بن محمد بن الحنفية، وجميع بن عمير، وزيد بن وهب، سالم بن أبي الجعد، وأبي حازم الأشجعي، عبد الله بن مليك، وعبد الله بن نجي، حاتم بن عدي، وعطية بن سعد، وعمر بن محمد بن الحنفية، وأبي إسحاق السبيعي، محمد بن مسلم القرشي.
- روى عنه: إسرائيل بن يونس، وسفيان الثوري، وعبثر بن القاسم الزبيدي، وعبد الواحد بن زياد العبدي، ومحمد بن الفضيل الضبي.[2]
- الجرح والتعديل: قال أحمد بن حنبل:«شيعي، ما أظن به بأسا في الحديث»، وقال الحاكم النيسابوري: «ليس بالقوي عندهم»، وقال النسائي: «ليس بثقة»، وقال ابن حجر العسقلاني: «شيعي غالي، صدوق في الحديث»، وقال ابن حبان: «يقلب الأخبار ويهم في الروايات».[2]
- عند الشيعة: يعده الشيعة من البترية، قال الكشي: «والبترية هم أصحاب كثير النواء، والحسن بن صالح بن حي، وسالم بن أبي حفصة...»، وقال الخوئي: «ثم إن المتحصل مما ذكرنا أن الرجل كان منحرفا وضالا ومضلا»،[4] وقال العلامة الحلي: «لعنه الصادق (عليه السلام) وكذبه وكفره»،[5] وقد أورد الكشي في كتابه روايات كثيرة على كفره وضلاله،[6] وقال السيد ابن طاوس: «روى عن الصادق [عليه السلام] لعنه وتكذيبه وتكفيره، وحاله أشهر من أن يستدل عليه».[7]